# Ken Doherty
Ken Doherty (n. 17 septembrie 1969, Dublin, Irlanda) este un jucător irlandez profesionist de snooker.